# Zákon obecné přitažlivosti

Přitažlivé síly magnetů

Zákon obecné přitažlivosti či Zákony obecné přitažlivosti je pojem užívaný, když se bere do úvahy povaha těles, která se vzájemně přitahují a touto interakcí popírají sebe sama jako stabilní fyzikální zákon. Tento by měl sloužit k prokázání a definování stabilních specifických vlastností a měl by být experientálně potvrditelný, jako konstantní.

## Historie
Historicky byla chemie první vědní obor, kde byl aplikován koncept souboru zákonů přitažlivosti, vyvinutých ze zákonů afinity (afinita-působení subjektů vzájemně na sebe, jejich vzájemný vztah) a které tehdy byly číslovány až do desíti podle osobních zkušeností chemika, který si je odvodil.

### Starověk a středověk
Skoro čtyři sta let před naším letopočtem stanovil Platón na základě Empedoklovy koncepce "philie" (přitažlivá síla) a "neikosu" (odpudivá síla) první zákon afinity, který hlásá, že "každý element s oblibou tíhne k podobnému elementu", například země k zemi, voda k vodě, nebo vzduch ke vzduchu a podobně. V polovině třináctého století potom slavný Albertus Magnus aplikoval koncepci afinity v chemických systémech a postuloval svoje čtyři zákony afinity.

### Novověk
V sedmnáctém století Sir Isaac Newton vyslovil názor, že chemická afinita látek je řízena podobnými zákony, jako jsou tři fyzikální zákony planetárního pohybu, protože tu působí podle všeho podobné síly. (Propojil Keplerovy zákony pohybu planet s vlastní teorií gravitace a dokázal, že pohyb předmětů na Zemi se řídí stejnými pravidly, jako pohyb vesmírných těles. Učinil tak na základě analýzy pohybu Měsíce kolem Země, planet kolem Slunce a formuloval tzv. (Newtonovu) gravitační teorii, kterou vyjádřil Newtonovým gravitačním zákonem.) Rozvíjel dál tyto myšlenky ve svém, roku 1704 vydaném spisu "Optics, or a treatise of the reflexions, inflexions and colour of light" o optice.
Roku 1718, po přeložení Newtonovy Optiky, francouzský lékař a lékárník Étienne Geoffroy navrhl uzákonit nový zákon afinity, který hlásá, že kdykoli se ke dvěma chemickým substancím, které se smíchají, jejichž složky (v tomto případě molekuly) se vzájemně tak řečeno "přitahují", a které mají náchylnost ke slučování, přidá třetí substance, která má k jedné z těch dvou substancí větší afinitu, než ta druhá, tak se sloučí s tou, ke které má afinitu větší a ta zbývající (jedna ze dvou původních), je vytlačena. S použitím tohoto zákona Geoffroy vytvořil a publikoval první přehlednou tabulku chemických afinit různých látek.
Roku 1749, vycházejíc z Geoffroyovy tabulky afinit chemických látek, francouzský lékárník J. P. Macquer publikoval šest pouček chemické afinity, které zahrnují i Platonův a Geoffroyův zákon a další čtyři nové. Roku 1766 publikoval práci už o sedmi základních typech afinity jmenovanou "Dictionnaire de chymie".

## Vývoj termínu
Z výše uvedených důvodů považuje mnoho vědců Sira Isaaca Newtona za vědeckou autoritu, která je svým gravitačním zákonem o přitažlivosti nebeských těles, ovlivnila a inspirovala k jejich objevům "zákonů přitažlivosti" i v jiných oblastech, týkajících se například jevů elektrických a elektrostatických, Coulombova zákona, nebo magnetismu. Ovšem, už dávno předtím znali například starověcí Řekové magnety a magnetické interakce, kde se opačné póly přitahují a souhlasné odpuzují.Teorie elektromagnetismu, stanovená Jamesem Clerkem Maxwellem v roce 1873, je o fyzikálních vlastnostech elektromagnetického pole; toto pole prostupuje veškerý prostor a působí silou na částice s elektrickým nábojem a je naopak zpětně ovlivněno přítomností a pohybem těchto částic. Jsou to efekty, vysvětlované Maxwellovými rovnicemi v jeho teorii elektromagnetického pole, kde tyto rovnice odhalují zákonitosti elektromagnetické přitažlivosti a odpudivosti.

### Dnešní stav
Ve fyzice byl s objevem vnitro atomárních částic, jako jsou kvarky, a základních sil (interakcí) – elektromagnetismu, gravitace a slabé a silné interakce, nahrazen termín "zákony přitažlivosti" koncepcí jedné či dvou intermediálních částic, které vytvářejí vnitro-atomární vazební efekt mezi ostatními částicemi. Postupně byly ve dvacátém století i zákony chemické afinity nahrazeny zákony kvantové chemie a chemické termodynamiky.